# قرار مجلس الأمن التابع للأمم المتحدة رقم 1541
قرار مجلس الأمن التابع للأمم المتحدة رقم 1541، المتخذ بالإجماع في 29 أبريل 2004، بعد التذكير بجميع القرارات السابقة بشأن الوضع في الصحراء الغربية، ولا سيما القرار 1495 (2003)، مدد المجلس ولاية بعثة الأمم المتحدة للاستفتاء في الصحراء الغربية حتى 31 أكتوبر 2004 بهدف تقليص حجمها.
وأعاد مجلس الأمن التأكيد على الحاجة إلى حل دائم ومتبادل لمشكلة الصحراء الغربية، بما يكفل حق تقرير المصير لشعب الإقليم. كما دعم خطة بيكر كحل سياسي بين المغرب وجبهة البوليساريو. وحث كلا الطرفين على التعاون مع الأمين العام كوفي عنان ومبعوثه الشخصي جيمس بيكر.
وأخيراً، طُلب من الأمين العام أن يقدم تقريراً عن الحالة في نهاية ولاية البعثة وأن يقدم تقييماً لحجم بعثة الأمم المتحدة للاستفتاء في الصحراء الغربية الضروري للاضطلاع بالمهام الموكلة إليها ، بهدف تقليصها تدريجياً.

## روابط خارجية
- نص القرار في undocs.org